# Ozono troposférico

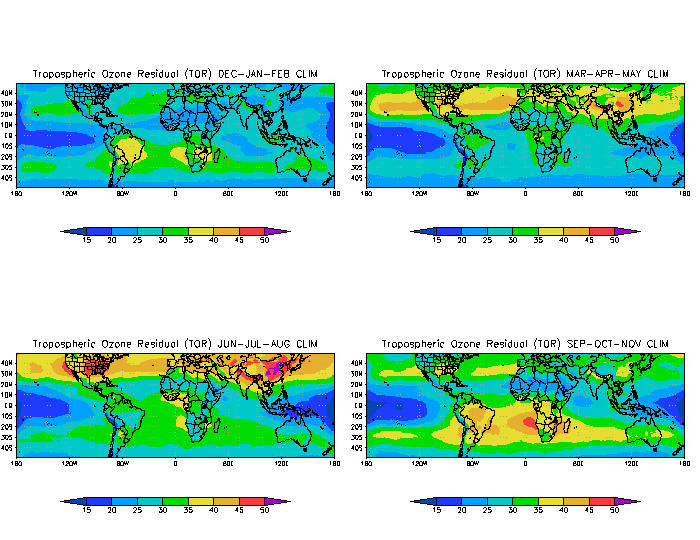
Niveles estacionales de ozono troposférico, en unidades Dobson, durante el período 1979 a 2000. Entre junio y agosto, la producción fotoquímica de ozono provoca concentraciones muy elevadas en la costa este de Estados Unidos y China.

El ozono troposférico ( O3 ), también conocido como ozono superficial, es un gas traza presente en la troposfera (el nivel más bajo de la atmósfera de la Tierra ), con una concentración promedio de 20 a 30 partes por mil millones en volumen (ppbv), que pueden llegar a superar las 100 ppbv en áreas contaminadas.  El ozono también forma parte de la composición de la estratosfera, donde se encuentra en mayor concentración, especialmente en una franja conocida como capa de ozono (2 a 8 partes por millón de ozono) situada entre 20 y 30 kilómetros por encima de la superficie de la Tierra. El ozono troposférico, por sus propiedades fuertemente oxidantes se considera una sustancia contaminante, causante de determinadas enfermedades pulmonares, mientras que el ozono de la estratosfera tiene importantes beneficios para los seres vivos, ya que actúa como filtro solar que elimina la mayor parte de la radiación ultravioleta proveniente del Sol. Es por ello que, desde el punto de vista medioambiental, son tratados de forma diferenciada, aunque químicamente sean iguales en cuanto a sus propiedades, pues en ambos casos se trata de la misma molécula.

## Origen e impacto ambiental
El ozono troposférico es un componente natural de la troposfera, donde se encuentra generalmente en concentraciones bajas. El ozono troposférico natural puede producirse por las descargas eléctricas durante las tormentas, así como del ozono estratosférico que en ocasiones desciende a la superficie terrestre o a partir de terminadas reacciones fotoquímicas, en las que intervienen óxidos de nitrógeno, NOx y monóxido de carbono, CO producidos por la combustión y compuestos orgánicos volátiles (COV), que pueden proceder de fuentes naturales.  Estos compuestos se conocen  como los precursores de la formación de ozono. En una atmósfera no alterada por la actividad humana, estas reacciones forman parte del ciclo del carbono al transformar los COV que se emiten de forma natural (por la vegetación, la actividad biológica de las zonas húmedas, etc.) en dióxido de carbono y vapor de agua. 
Las reacciones fotoquímicas y químicas que involucran al ozono impulsan muchos de los procesos químicos que ocurren en la troposfera durante el día y la noche y tiene una importante relación con la formación del smog fotoquímico, característico de las grandes ciudades con mucho tráfico.  Sus niveles han aumentado significativamente desde la revolución industrial, ya que los gases NOx y los COV son algunos de los subproductos de la combustión.  Con más calor y luz solar en los meses de verano, se forma más ozono, por lo que las regiones a menudo experimentan niveles más altos de contaminación en los meses de verano. Estos es consecuencia de que una de las especies iniciadoras de la formación del ozono en la troposfera es la presencia del dióxido de nitrógeno, NO2, que es fotolizado por la radiación ultravioleta de λ > 280 nm, formando monóxido de nitrógeno y oxígeno atómico:
{\displaystyle {\ce {NO2 ->[hv ( \lambda >280 nm)] NO + O}}}
Ambas especies son muy reactivas. El oxígeno atómico reacciona con el oxígeno molecular del aire, O2, formando ozono:
{\displaystyle {\ce {O + O2 -> O3}}}
a la vez que el monóxido de nitrógeno reacciona con el ozono formado, destruyéndolo:
{\displaystyle {\ce {NO + O3 -> NO2 + O2}}}
Estas tres reacciones constituyen un ciclo cerrado  en el que no se produce ni ganancia ni pérdida. Por otro lado, puesto que el ozono es inestable, no permanece mucho tiempo a nivel del suelo, descomponiéndose en oxígeno molecular y atómico en presencia de radiación ultravioleta (fotólisis o fotodisociación). La fotodisociación del ozono se produce en longitudes de onda inferiores a aproximadamente 310–320 nanómetros.
{\displaystyle {\ce {O3 ->[hv] O2 + O}}}
Todo ello hace que en condiciones no afectadas, o poco afectadas por la actividad humana, el ozono troposférico se mantenga a niveles de concentración suficientemente bajos como para no suponer un problema para la salud de los animales y las plantas. Sin embargo, en las atmósferas urbanas o en las regiones directamente influenciadas por las emisiones antropogénicas, los altos niveles emitidos de óxidos de nitrógeno, NOx,  producidos por el tráfico u otros procesos de combustión, actúan como catalizadores para la formación de ozono a partir de los COV, cuyos niveles a su vez también se elevan como consecuencia de la actividad urbana e industrial. De esta manera, las concentraciones de ozono en la troposfera pueden alcanzar valores elevados, por encima del fondo natural, constituyendo un problema de contaminación atmosférica. Es decir, el ozono troposférico puede ser considerado como un contaminante atmosférico de origen secundario cuando se encuentra en concentraciones anormalmente altas; es decir, un contaminante que no es emitido directamente como tal, sino que se forma cuando otros contaminantes (contaminantes primarios) reaccionan en la atmósfera.
La presencia en la atmósfera urbana de COV unido a la alta concentración de NOx hace que el ciclo de formación/destrucción del ozono troposférico no se mantenga, ya que se produce una cantidad adicional de NO2 producida por la presencia de radicales orgánicos libres procedentes de los hidrocarburos. Las reacciones adicionales que tienen lugar en presencia de COV, tienen su origen en el oxígeno atómico formado por cualquiera de las reacciones anteriores. Debido a la altísima reactividad del oxígeno atómico, las reacciones anteriores inician una cadena de reacciones químicas en las que están implicados radicales libres hidroxilo, •OH, que se forma  por reacción del  oxígeno molecular con el vapor de agua presente en la troposfera:
{\displaystyle {\ce {O + H2O -> .OH + .OH}}}
El radical hidroxilo, es muy reactivo y actúa sobre los hidrocarburos (COV) presentes en el aire formando radicales orgánicos que aumentan la concentración de NO2.
{\displaystyle {\ce {R-H + .OH + O2 -> .OOR + H2O}}}
{\displaystyle {\ce {.OOR + NO -> NO2 + RO.}}}
Además de este aumento del NO2, que actúa como precursor del ozono, también se produce ozono adicional a partir de fotorreacciones de los radicales peroxiorgánicos, •OOR con el oxígeno del aire:
{\displaystyle {\ce {.OOR + O2 ->[hv] O3 + RO.}}}
Todo ello hace que en atmósferas contaminadas, próximas las de zonas urbanas o industriales, los niveles de ozono troposférico sean superiores a lo que sería de esperar.   Se ha estimado que el ozono generado en la troposfera llega a alcanzar una vida media de semanas, pudiendo transportarse a grandes distancias dependiendo de las condiciones meteorológicas. De esta manera, las concentraciones de este contaminante pueden ser el resultado de la mezcla del ozono generado a partir de emisiones locales, del formado a partir de precursores emitidos en zonas lejanas, incluso procedentes de otro continente, del ozono transportado desde zonas alejadas y también de las intrusiones procedentes de la estratosfera. Se estima que entre un 10 y un 30% de los niveles de ozono registrados en Europa occidental pueden estar influenciados por el transporte de precursores desde otros continentes.  La cantidad de ozono producida a través de estas reacciones en el aire ambiente se puede estimar utilizando una relación de Leighton modificada. El límite de estos ciclos interrelacionados que producen ozono es la reacción de •OH con NO
2 para formar ácido nítrico en niveles altos de NOx. Si, en cambio, el monóxido de nitrógeno (NO) está presente en niveles muy bajos en la atmósfera (menos de 10 ppt aproximadamente), los radicales peroxi (HO
2• ) formados a partir de la oxidación reaccionarán entre sí para formar peróxidos y no producirán ozono.

## Efectos sobre la salud
El ozono a nivel troposférico tiene diversos efectos tóxicos que afectan a los organismos vivos, incluidos los humanos. A nivel de una parte por millón en volumen, una exposición relativamente prolongada, produce irritación ocular y dolor de cabeza y molestias en las vías respiratorias superiores. Esos efectos sobre las vías respiratorias pueden ser especialmente intensos en personas muy sensibles, afectando a los pulmones y produciendo episodios de asma. Exposiciones más prolongadas o a mayores concentraciones de ozono en el aire pueden llegar a causar edema pulmonar (encharcamiento del tejido pulmonar) que puede llegar a ser fatal. Además, el ozono genera radicales libres en los tejidos vivos (animales o plantas) causantes de la peroxidación de lípidos, la oxidación de grupos sulfhidrilos (-SH) así como otros procesos de oxidación destructiva del tejido.  Puesto que el ozono troposférico es un contaminante secundario que se forma a partir de otros contaminantes del aire, estos efectos sobre la salud pueden verse agravados por la presencia de sus precursores, óxidos de nitrógeno o restos de hidrocarburos emitidos por el tráfico. Datos más recientes sugieren que el ozono también puede tener efectos nocivos que pueden conducir al desarrollo de enfermedades cardíacas, diabetes tipo 2 y otros trastornos metabólicos.
Se sabe que el ozono, en concentraciones comunes en el aire urbano, tiene los siguientes efectos sobre la salud, los cuales se muestran de forma detallada:
- Irritación del sistema respiratorio, que causa tos, irritación de garganta o una sensación molesta en el pecho. El ozono afecta a personas con afecciones respiratorias subyacentes, como asma, enfermedad pulmonar obstructiva crónica (EPOC) y cáncer de pulmón.  También afecta a quienes pasan mucho tiempo activos al aire libre.[16]
- Reducción de la función pulmonar, lo que dificulta la respiración profunda y vigorosa. La respiración puede volverse más rápida y superficial de lo normal, y la capacidad de la persona para realizar actividades vigorosas puede verse limitada. El ozono provoca la constricción de los músculos de las vías respiratorias, lo que atrapa el aire en los alvéolos, lo que provoca sibilancias y dificultad para respirar.[16]
- Agravamiento del asma. Cuando los niveles de ozono son altos, más personas con asma sufren ataques que requieren atención médica o el uso de medicamentos. Una razón para esto es que el ozono aumenta la sensibilidad de las personas a los alérgenos, lo que a su vez desencadena ataques de asma.
- Mayor susceptibilidad a las infecciones respiratorias. Ejemplos de estas complicaciones respiratorias incluyen bronquitis, enfisema y asma.
- Inflamación y daño al revestimiento de los pulmones. En pocos días, las células dañadas se desprenden y se reemplazan de forma similar a como se descama la piel después de una quemadura solar.

Estudios realizados en la década de 1990 llevaron a la conclusión de que el ozono troposférico puede llevar a acortar la vida, dando lugar a muertes prematuras en poblaciones predispuestas y vulnerables.  Un estudio estadístico de 95 grandes comunidades urbanas en Estados Unidos encontró una asociación significativa entre los niveles de ozono y la muerte prematura. El estudio estimó que una reducción de un tercio en las concentraciones de ozono urbano salvaría aproximadamente 4000 vidas al año (Bell et al., 2004). El ozono troposférico causa aproximadamente 22 000 muertes prematuras al año en 25 países de la Unión Europea. (OMS, 2008)